# 나베야마촌
나베야마촌(鍋山村)은 시마네현 이시군에 있던 촌이다. 현재의 운난시에 해당한다.